# 享元模式

享元模式的UML类图。

享元模式（英語：Flyweight Pattern）是一種軟體設計模式。它使用物件用來儘可能減少記憶體使用量；於相似物件中分享儘可能多的資訊。當大量物件近乎重複方式存在，因而使用大量記憶體時，此法適用。通常物件中的部分狀態(state)能夠共享。常見做法是把它們放在資料結構外部，當需要使用時再將它們傳遞給享元。

## 概述

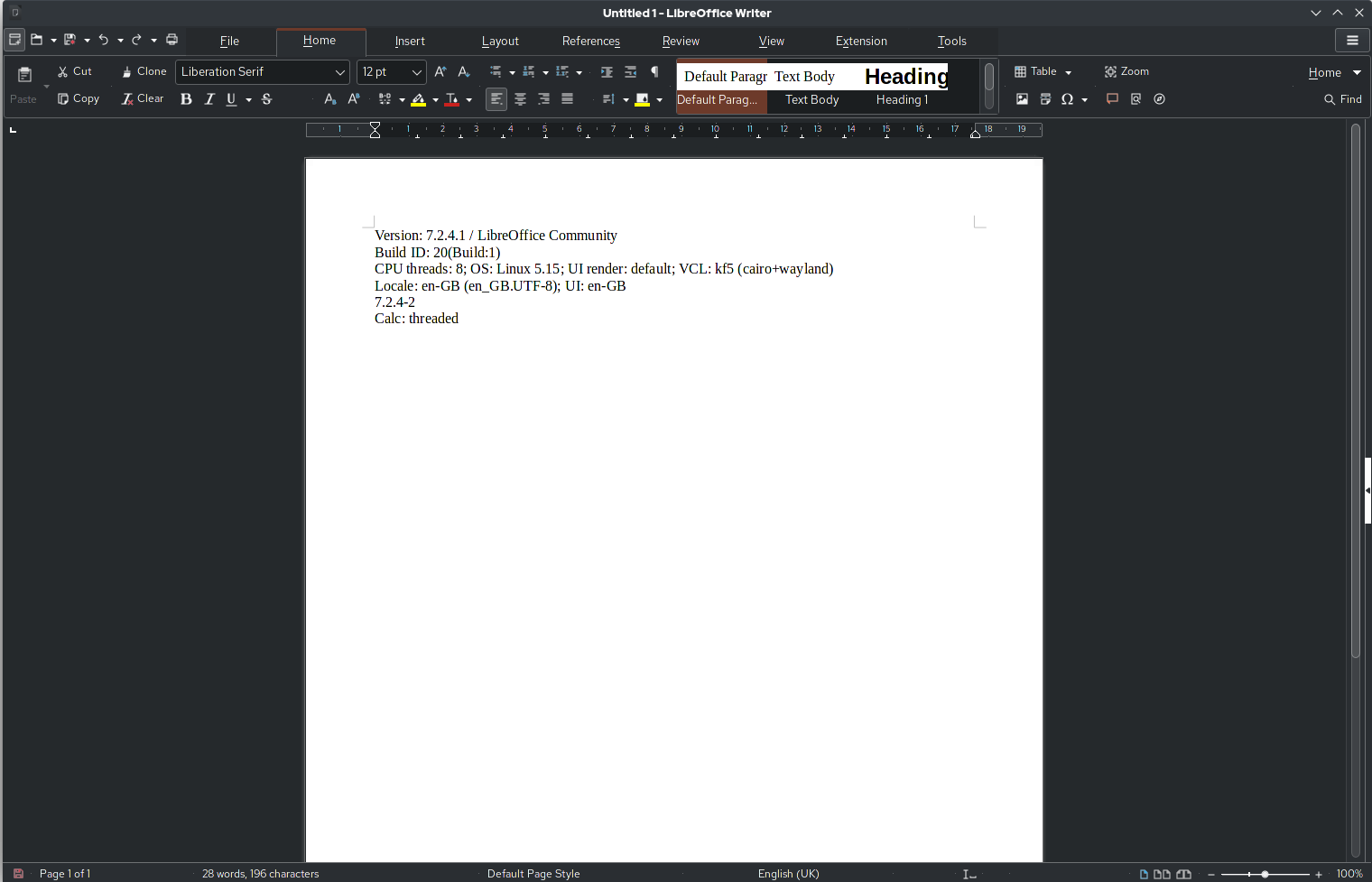
文本编辑器比如LibreOffice Writer，经常使用享元模式。

典型的享元模式的例子為文書處理器中以圖形結構來表示字符。一個做法是，每個字形有其字型外觀, 字模metrics, 和其它格式資訊，但這會使每個字符就耗用上千位元組。取而代之的是，每個字符參照到一個共享字形物件，此物件會被其它有共同特質的字符所分享；只有每個字符（文件中或頁面中）的位置才需要另外儲存。
享元对象可以做到：
- 存储内部（intrinsic）状态，它是不变化的、上下文无关的并且可共享的，例如在一个给定的字符集中的字符A的代码。
- 提供一个接口用来传入外部（extrinsic）状态，它是变化的、上下文依赖的并且不能被共享的，例如在一个文本文档中字符A的位置。

客户可以重复使用Flyweight对象并在需要时传入外部状态，减小免在物理上创建的对象的数目。

## 结构
上面左侧的UML类图展示了：
- Client类，它使用享元模式。

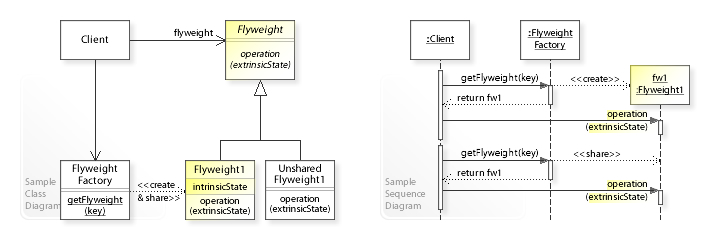
享元模式的样例UML类图和序列图。

- FlyweightFactory类，它是创建和共享Flyweight对象的工厂。
- Flyweight接口，接入外部状态并在其上进行运算。
- Flyweight1类，它实现Flyweight并存储内部状态。

上面右侧的序列图展示了运行时交互：
1. Client对象在FlyweightFactory之上调用其getFlyweight(key)，FlyweightFactory返回一个Flyweight1对象。
2. Client在返回的Flyweight1对象之上调用其operation(extrinsicState)。
3. Client再次在FlyweightFactory之上调用其getFlyweight(key)，FlyweightFactory返回已经存在了的Flyweight1对象。

## 示例

### Java
以下程式用來解釋上述的文字。這個例子用來解釋享元模式利用只加載执行任務时所必需的最少資料，因而減少記憶體使用量。
```
public
 
enum
 
FontEffect
 
{

    
BOLD
,
 
ITALIC
,
 
SUPERSCRIPT
,
 
SUBSCRIPT
,
 
STRIKETHROUGH

}

public
 
final
 
class
 
FontData
 
{

    
/**

     * FLY_WEIGHT_DATA是WeakHashMap，它是作为享元的FontData对象的缓存。

     * 键值对的键是FontData，如果这个键对象不再被强引用，则丢弃此项的键值对；

     * 键值对的值是用WeakReference包装的FontData，它不会增加键对象的强引用数目。

     */

    
private
 
static
 
final
 
WeakHashMap
<
FontData
,
 
WeakReference
<
FontData
>>
 
FLY_WEIGHT_DATA
 
=

        
new
 
WeakHashMap
<
FontData
,
 
WeakReference
<
FontData
>>
();

    
private
 
final
 
int
 
pointSize
;

    
private
 
final
 
String
 
fontFace
;

    
private
 
final
 
Color
 
color
;

    
private
 
final
 
Set
<
FontEffect
>
 
effects
;

    
private
 
FontData
(
int
 
pointSize
,
 
String
 
fontFace
,
 
Color
 
color
,
 
EnumSet
<
FontEffect
>
 
effects
)
 
{

        
this
.
pointSize
 
=
 
pointSize
;

        
this
.
fontFace
 
=
 
fontFace
;

        
this
.
color
 
=
 
color
;

        
this
.
effects
 
=
 
Collections
.
unmodifiableSet
(
effects
);

    
}

    

    
public
 
static
 
FontData
 
create
(
int
 
pointSize
,
 
String
 
fontFace
,
 
Color
 
color
,

        
FontEffect
...
 
effects
)
 
{

        
EnumSet
<
FontEffect
>
 
effectsSet
 
=
 
EnumSet
.
noneOf
(
FontEffect
.
class
);

        
for
 
(
FontEffect
 
fontEffect
 
:
 
effects
)
 
{

            
effectsSet
.
add
(
fontEffect
);

        
}

        
// 创建FontData对象，如果它与以前创建的对象有关相同的参数值，

        
// 那么这个新对象会被舍弃，这种浪费的创建是减少总体内存消耗的代价。

        
FontData
 
data
 
=
 
new
 
FontData
(
pointSize
,
 
fontFace
,
 
color
,
 
effectsSet
);

        
// 在缓存中检索同新建FontData实例有相同参数值的以前创建的FontData实例，

        
// 如果它（仍然）存在，则对这项键值对的值进行解引用从而得到这个以前创建的FontData实例。

        
WeakReference
<
FontData
>
 
ref
 
=
 
FLY_WEIGHT_DATA
.
get
(
data
);

        
FontData
 
result
 
=
 
(
ref
 
!=
 
null
)
 
?
 
ref
.
get
()
 
:
 
null
;

        

        
// 如果检索结果没有匹配的实例存在，在缓存中存储新的FontData实例。

        
if
 
(
result
 
==
 
null
)
 
{

            
FLY_WEIGHT_DATA
.
put
(
data
,
 
new
 
WeakReference
<
FontData
>
 
(
data
));

            
result
 
=
 
data
;

        
}

        
// 返回具有给定参数值的单一的不可变的FontData实例。

        
// FontData对象是不可变的，所以只有getter方法，没有setter方法。

        
return
 
result
;

    
}

    
// 覆写进行键值对的键对象检索用到的对象相等比较运算方法，

    
// 将其实现为结果真值是两个对象所包含的参数值的逐项比较的合取。

    
@Override

    
public
 
boolean
 
equals
(
Object
 
obj
)
 
{

        
if
 
(
obj
 
instanceof
 
FontData
)
 
{

            
if
 
(
obj
 
==
 
this
)
 
{

                
return
 
true
;

            
}

            
FontData
 
other
 
=
 
(
FontData
)
 
obj
;

            
return
 
other
.
pointSize
 
==
 
pointSize
 
&&
 
other
.
fontFace
.
equals
(
fontFace
)

                
&&
 
other
.
color
.
equals
(
color
)
 
&&
 
other
.
effects
.
equals
(
effects
);

        
}

        
return
 
false
;

    
}

    
@Override

    
public
 
int
 
hashCode
()
 
{

        
return
 
(
pointSize
 
*
 
37
 
+
 
effects
.
hashCode
()
 
*
 
13
)
 
*
 
fontFace
.
hashCode
();

    
}

}

```

## 引用
1. ↑  Erich Gamma, Richard Helm, Ralph Johnson, John Vlissides. . Addison Wesley. 1994: 195ff. ISBN 978-0-201-63361-0.
2. ↑  . Developer.com. 2019-01-28  [2021-06-12] （美国英语）.
3. ↑  . w3sDesign.com.   [2017-08-12].

## 外部連結
- UML 和 LePUS3 （一種形式塑模語言）中的享元模式
- "使你的程式飛起來 - 實作享元以改善效能 （页面存档备份，存于）"
- "享元模式"
- 結構模式 - 享元模式